# Museo d'arte di Odessa
Il Museo d'arte di Odessa (in ucraino Одеський художній музей?) è una delle principali gallerie d'arte della città di Odessa, in Ucraina. 
Fondato nel 1899, è ospitato presso il Palazzo Potocki, che costituisce di per sé un monumento dell'architettura dell'inizio del XIX secolo. Il museo dispone di una collezione di oltre 100.000 oggetti d'arte, fra i quali molti dipinti di famosi artisti europei del tardo Ottocento e dell'inizio Novecento.

## Storia
Il palazzo che ora ospita la galleria d'arte è uno dei più antichi edifici di Odessa. Venne commissionato dall'ex membro del parlamento polacco Seweryn Potocki, il quale, dopo le spartizioni della Polonia, giurò fedeltà allo zar di Russia e divenne un conosciuto diplomatico russo ed ambasciatore del Regno di Napoli. Potocki era anche un ricco proprietario terriero; una delle sue proprietà, il villaggio di Severinovka, è noto per una cava di calcare dalla quale furono estratti i materiali di costruzione sia del palazzo sia di molti edifici pubblici di Odessa.
La costruzione iniziò nel 1805 e fu supervisionata da Francesco Boffo, un noto architetto italiano autore di molti palazzi ed edifici pubblici ad Odessa ed in Crimea. L'edificio principale venne terminato nel 1810, mentre a causa delle guerre napoleoniche le finiture interne vennero realizzate successivamente negli anni 1824-1828.
L'edificio, in stile neoclassico, è una tipica residenza di un magnate dell'epoca, con due piani e un grande portico con un timpano sorretto da sei colonne classiche. L'edificio principale è unito alle ali laterali tramite gallerie semi-circolari, formando una corte d'onore di fronte al palazzo. Nel retro venne creato un piccolo giardino all'inglese con una grotta romantica. Il design degli interni è un insieme eclettico di vari stili in voga all'inizio del XIX secolo. 
Seweryn Potocki, che morì nel 1829, non riuscì a vedere completato il palazzo, che venne ereditato da una lontana parente, Olga Potocka, figlia di Stanisław Szczęsny Potocki. Potocka sposò Lev Narjškin e, nonostante che il palazzo fosse rimasto di proprietà della stessa, l'edificio venne impropriamente chiamato talvolta "Palazzo Narjškin". Nel 1888 l'edificio fu venduto al sindaco di Odessa, Grigorios Maraslis, il quale lo rivendette nel 1892 all'Associazione di Belle Arti di Odessa. Ci vollero 9 anni per completare la prima collezione di opere artistiche e finalmente il Museo d'arte di Odessa venne aperto al pubblico il 6 novembre 1899. Il nucleo della raccolta iniziale era formato dai dipinti donati al museo da parte dell'Accademia russa di belle arti di San Pietroburgo.

## Collezioni

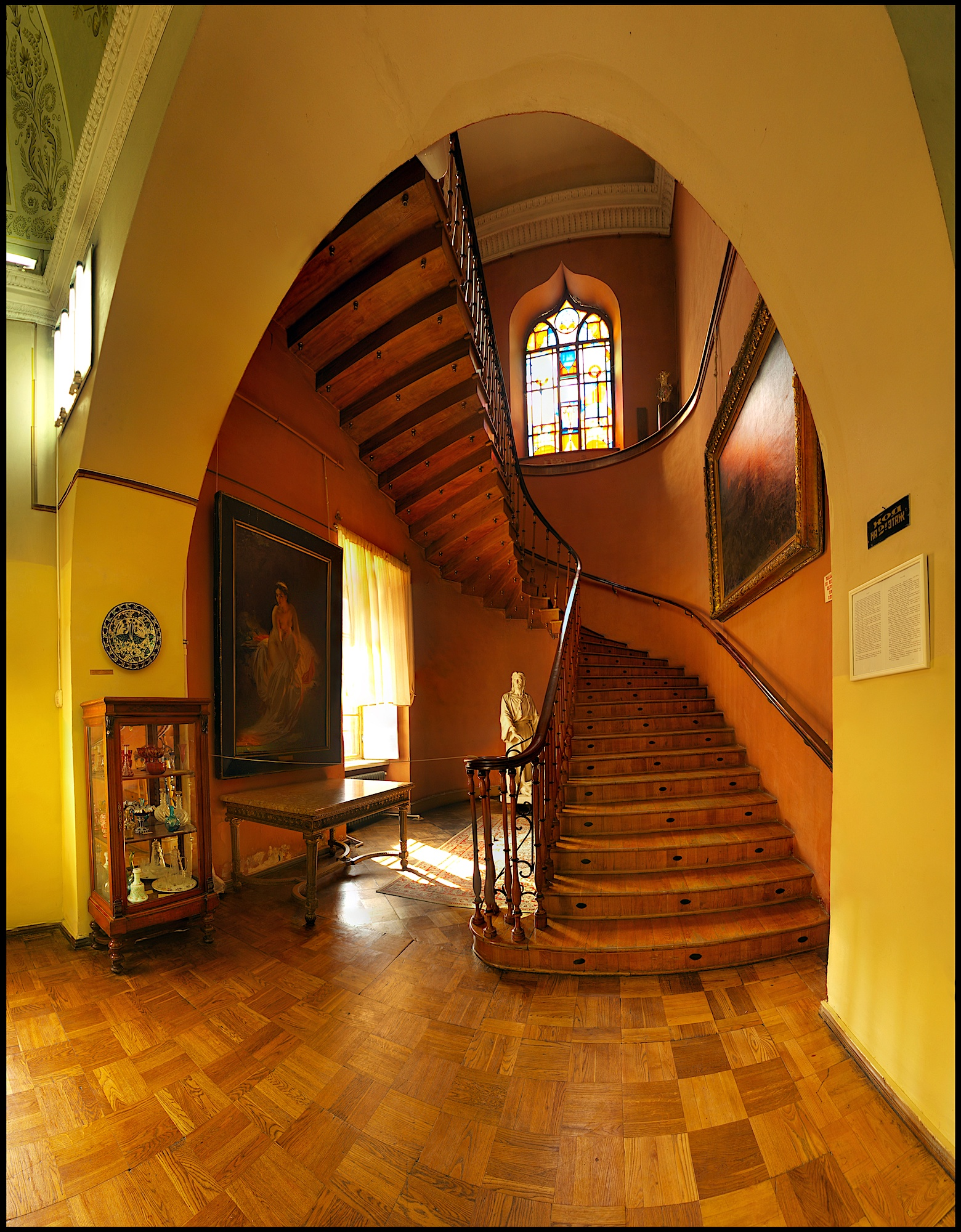
L'eclettico interno del Palazzo Potocki

La collezione del Museo d'arte di Odessa include molte forme artistiche: pittura, disegno, scultura ed arti decorative, con una media di più di 10.000 opere per ogni tipologia. Nella mostra, allestita in 26 sale, sono presenti opere di pittori dal XVI al XVIII secolo e ritratti del XVII secolo.
Da segnalare molte opere di Ivan Ajvazovskij ed alcune prime pitture di Vasilij Kandinskij. Vi è anche una grande collezione del movimento dei Peredvižniki, così come dipinti e altre opere di Ivan Kramskoj, Aleksej Savrasov, Isaak Levitan, Ivan Šiškin, Archip Kuindži, Il'ja Repin, Vasilij Surikov, Aleksandr Benois, Kyriak Kostandi, Valentin Serov, Michail Vrubel', Nikolaj Roerich, Boris Kustodiev, Konstantin Somov, Pëtr Nilus e Nikolaj Kuznecov.